# Gaétan Boucher

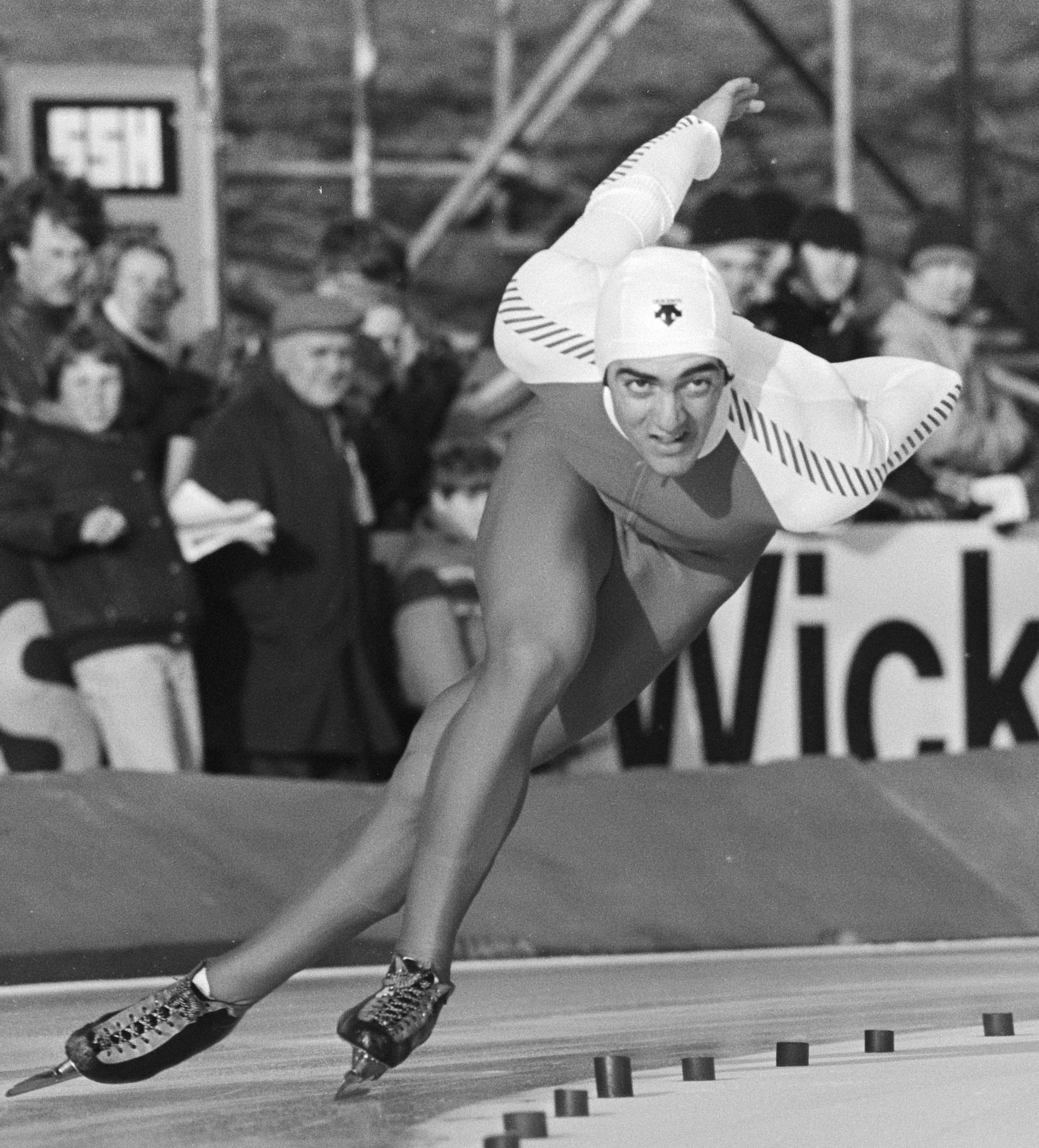
Gaétan Boucher (1982)

Gaétan Boucher, OC, CQ (* 10. Mai 1958 in Charlesbourg, Québec) ist ein ehemaliger kanadischer Eisschnellläufer.
Er wurde bei den Olympischen Spielen 1984 in Sarajevo Olympiasieger über 1000 und 1500 m und gewann über 500 m die Bronzemedaille. Damit war er gleichzeitig der erste kanadische Olympiasieger im Eisschnelllauf.
Bei den Olympischen Winterspielen 1980 in Lake Placid hatte er bereits die Silbermedaille über 1000 m gewonnen. 1984 war das erfolgreichste Jahr seiner Karriere, das er neben seinen beiden olympischen Goldmedaillen mit dem Titelgewinn bei den Sprint-Weltmeisterschaften krönte.

## Erfolge
- 1979 Vizeweltmeister bei der Sprint-WM
- 1980 olympische Silbermedaille über 1000 m, Vizeweltmeister bei der Sprint-WM
- 1982 Vizeweltmeister bei der Sprint-WM
- 1984 olympische Goldmedaillen über 1000 und 1500 m, Bronzemedaille über 500 m, Weltmeister im Sprint
- 1985 Vizeweltmeister bei der Sprint-WM